# Custos rotulorum del Buckinghamshire
Quella che segue è una lista dei custos rotulorum del Buckinghamshire.
- Sir Francis Bryan prima del 1544 – prima del 1547
- Francis Russell, II conte di Bedford prima del 1547 – c. 1578
- Arthur Grey, XIV barone Grey di Wilton c. 1578–1593
- Sir John Fortescue 1594–1600
- Sir Francis Fortescue 1600–1617
- George Villiers, I duca di Buckingham 1617–1628
- John Egerton, I conte di Bridgewater 1628–1649
- Interregnum
- John Egerton, II conte di Bridgewater 1660–1686
- George Jeffreys, I barone Jeffreys 1686–1689
- Thomas Wharton, V barone Wharton 1689–1702

Dal 1702 la carica di custos rotulorum del Buckinghamshire coincise con quella di lord luogotenente del Buckinghamshire. Per vedere gli altri custos rotulorum del Buckinghamshire vedi la pagina lord luogotenente del Buckinghamshire.